# نيكسا بيتروفيتش
نيكسا بيتروفيتش هو لاعب كرة قدم كرواتي في مركز الوسط، ولد في 27 يناير 1992 في أوسييك في كرواتيا. شارك مع منتخب كرواتيا تحت 17 سنة لكرة القدم ومنتخب كرواتيا تحت 19 سنة لكرة القدم. أما مع النوادي، فقد لعب مع نادي أوسييك.

## وصلات خارجية
- نيكسا بيتروفيتش على موقع اتحاد كرواتيا (الكرواتية)
- نيكسا بيتروفيتش على موقع قاعدة بيانات كرة القدم.إي يو (الإنجليزية)
- نيكسا بيتروفيتش على موقع Soccerway.com (الإنجليزية)